# James Woolf
James Woolf (* 1919 in London; † 29. Mai 1966) war ein britischer Filmproduzent.

## Leben
Zusammen mit seinem älteren Bruder John Woolf gründete er 1948 die Filmproduktionsfirma Romulus Films. 1958 folgte die Gründung von Anglia Television. Nach seinem Tod führte sein Bruder die Firma allein weiter. Bereits ihr Vater C. M. Woolf war als Filmproduzent in der britischen Filmindustrie tätig gewesen.
Der 1959 produzierte Film Der Weg nach oben brachte Woolf und seinem Bruder eine Oscar-Nominierung ein.

## Filmografie
- 1952: Moulin Rouge
- 1955: I Am a Camera
- 1958: Froschmann Crabb  (The Silent Enemy)
- 1959: Der Weg nach oben (Room at the Top)
- 1962: Das indiskrete Zimmer (The L-Shaped Room)
- 1962: Spiel mit dem Schicksal (Term of Trial)
- 1963: Der Menschen Hörigkeit (Of Human Bondage)
- 1964: Schlafzimmerstreit (The Pumpkin Eater)
- 1965: Sie nannten ihn King (King Rat)
- 1965: Ein Platz ganz oben (Life at the Top)